# Magnus Jerneck
Magnus Jerneck, född 3 juli 1951 i Enskede församling, Stockholm, är en svensk professor i statsvetenskap vid Lunds universitet. 
Eter gymnasiet läste Jerneck statsvetenskap vid Lunds universitet där han 1975 avlade socionomexamen samt året efter filosofie kandidatexamen. År 1983 disputerade Jerneck med en avhandling om svensk-amerikanska relationer under Vietnamkriget och promoverades året därpå till filosofie doktor. Han har sedan dess ingått i ledarstaben för undervisningen på institutionen för statsvetenskap och är sedan 1997 föreståndare för Centrum för Europaforskning vid Lunds universitet. Jerneck var även inspektor vid Malmö nation.

## Utmärkelser, ledamotskap och priser
- Ledamot av Kungliga Krigsvetenskapsakademien (LKrVA, 2018)[2]
- Ledamot av Kungliga Humanistiska Vetenskapssamfundet i Lund (LLHS)[3]

- Ledamot av Vetenskapssocieteten i Lund (LVSL, 1993)[4]